# Sengzhao
Sengzhao (o Seng-Chao, 僧肇, (384–414) fue un escritor y traductor budista madhyamaka al chino del siglo V. Es conocido por criticar el budismo inicial chino y estaba muy influenciado por los taoístas Laozi y Zhuangzi, y se le menciona en las Memorias de los monjes eminentes.

## Biografía
Nacido en una familia pobre en Jingzhao, adquirió habilidades literarias, aparentemente incluyendo la capacidad de leer Pali, y se convirtió en escriba. Esto lo expuso a una variedad de documentos poco comunes. Fue influenciado por los taoístas, Laozi y Zhuangzi, y aunque se dice que disfrutó del Daodejing (Tao-te ching, Dotokyu-kyo) de Lao-Tse, se llenó de alegría cuando descubrió el Vimalakirti Sutra. Este encuentro transformó su vida y se hizo budista. Era conocido por estar entre los más capaces de los discípulos de Kumarajiva.
Fue reconocido tanto como un erudito de gran habilidad como alguien de profundo conocimiento en relación con los asuntos religiosos. Participó en la traducción de tratados indios, que formaron la única fuente de estudio para el budismo mādhyamika chino primitivo. También fue autor de una pequeña cantidad de textos, pero es famoso por el libro Zhaolun.